# Georg Demmler

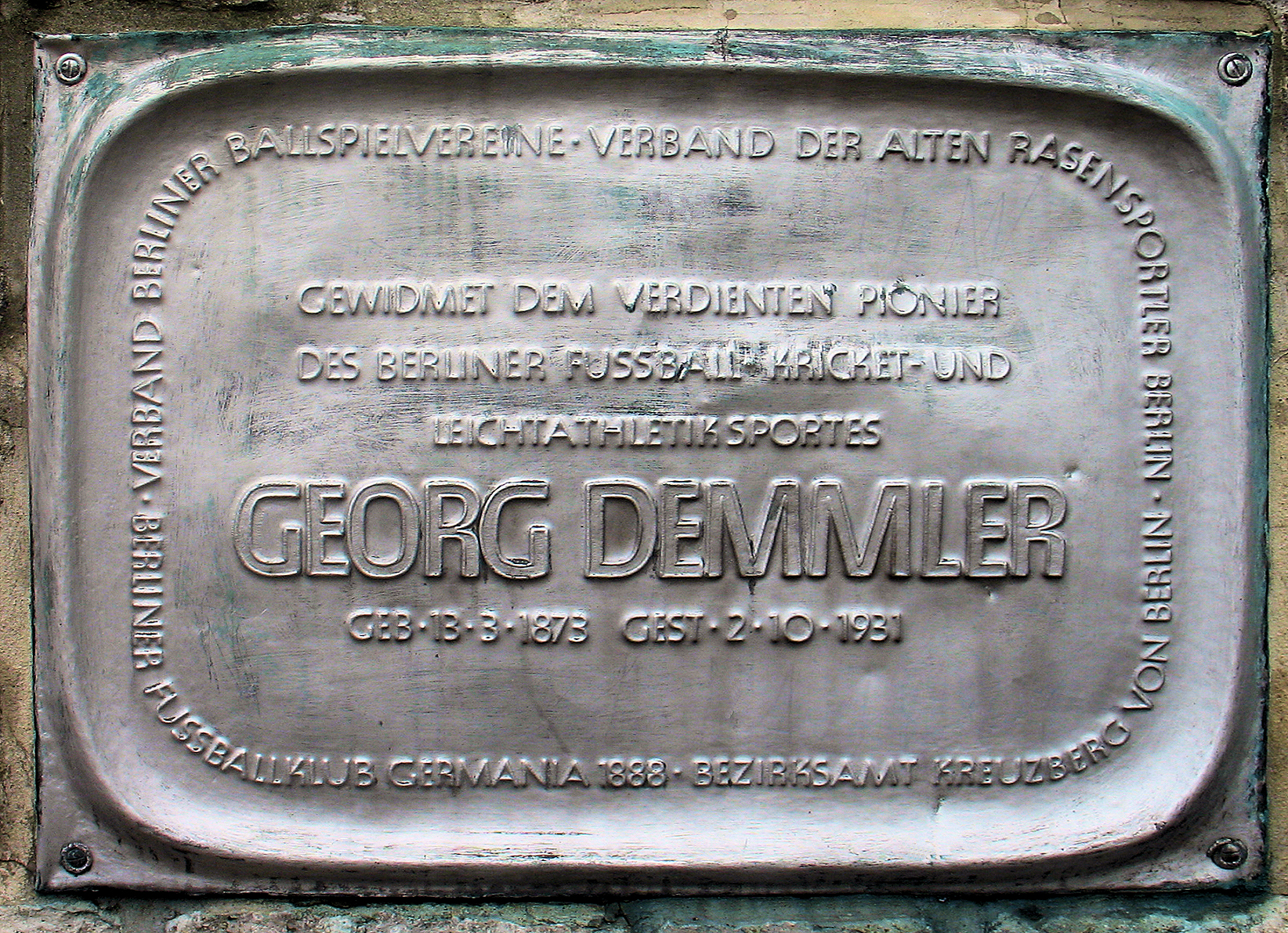
Gedenktafel im Stadion, Dudenstraße 40–64, in Berlin-Kreuzberg

Georg Demmler (* 13. März 1873 in Berlin; † 2. Oktober 1931 ebenda) war ein deutscher Architekt, Sportler und Sportfunktionär der ersten Stunde. Zwei seiner Sportbauten stehen seit Ende des 20. Jahrhunderts unter Denkmalschutz.

## Leben
Georg Demmler wurde als Sohn des Luxus- und Spitzenpapier-Fabrikanten Gustav Demmler in Berlin-Tempelhof geboren.
Demmler war als Fußballer bei BFC Germania 1888 Berlin aktiv und um 1900 Deutscher Meister im Fußballweitstoßen. Auch als Leichtathlet betätigte er sich und fuhr als Mannschaftsführer der deutschen Olympiamannschaft 1896 nach Athen und 1900 auch nach Paris und 1906 zu den Olympischen Zwischenspielen in Athen. 1897 gründete er den (heutigen) Berliner Fußball-Verband – damals Verband Deutscher Ballspielvereine – mit und kurz darauf rief er 1898 die Deutsche Sportbehörde für Athletik (DSA) (Nachfolge: Deutscher Leichtathletik-Verband) in Leipzig ins Leben, deren Gründungsvorsitzender er wurde. Auch an der Gründung des Deutschen Fußball-Bundes 1900 war er maßgeblich beteiligt, er vertrat auf der Gründungsversammlung des DFB den BFC Germania.
Als Architekt lieferte er die Entwürfe vor allem für Sportstätten wie das 1926 bis 1929 errichtete Poststadion (unter Denkmalschutz) in Berlin-Moabit (zusammen mit den Architekten Daniel & Kleefeld), die 1925 fertiggestellte Tennisanlage von Blau-Weiß (unter Denkmalschutz) in Berlin-Grunewald oder das Willy-Kressmann-Stadion (früher Katzbachstadion) in Berlin-Kreuzberg, wo heute auch eine Gedenktafel an ihn erinnert, sowie für die Terrassen am Kreuzberg, die – Golgatha genannt – mittlerweile zu den traditionellen Biergärten Berlins gehören.
Georg Demmler starb 1931 im Alter von 58 Jahren in Berlin und wurde auf dem Friedhof I der Jerusalems- und Neuen Kirche in Kreuzberg beigesetzt. Das Grab ist nicht erhalten.